# 桑潟幸一准教授のスタイリッシュな生活
『桑潟幸一准教授のスタイリッシュな生活』（くわがたこういちじゅんきょうじゅのスタイリッシュなせいかつ）は、奥泉光による日本の推理小説。2011年5月に文藝春秋より刊行された。
2008年に刊行された長編『モーダルな事象 桑潟幸一助教授のスタイリッシュな生活』の続編的作品で、大学教授のクワコーこと桑潟幸一が文芸部の個性的な面々とともに日常の謎を解決していく一話完結のユーモアミステリ。2012年9月には続編の『黄色い水着の謎 桑潟幸一准教授のスタイリッシュな生活2』が刊行された。
2012年にテレビ朝日系列にて『妄想捜査〜桑潟幸一准教授のスタイリッシュな生活』としてテレビドラマ化された。

## 登場人物
桑潟 幸一（くわがた こういち）
元・敷島学園麗華女子短期大学助教授。現・たらちね国際大学情報総合学部日本文化学科准教授。通称・クワコー。専門は日本文学。文芸部の顧問。埼玉県熊谷市出身。都内中堅私大文学部～博士課程出身。

### 文芸部
神野 仁美
日本文化学科2年生。通称・ジンジン、千葉のホームレス女子大生探偵。西キャンパス裏門に面する雑木林の中のダンボールハウスに住んでいる。黒ずくめのいでたちが特徴。
木村 都与
部長。2年生。
早田 梨花
日本文化学科2年生。通称・ギャル早田。
山本 瑞穂
2年生。通称・ナース山本。ピンクのコスプレが特徴。
押川 千恵
2年生。通称・オッシー。合の手が特徴。茨城県丼津町出身。
藤井麗花
2年生。通称・ドラゴン藤井。元・プロレス同好会。
熊島 鈴香
国際コミュニケーション学科1年生。
丹生 愛美
1年生。
門司 智
国際コミュニケーション学科１年生。通称・モンジ。

### 日本文化学科
鯨谷 光司
元・大手消費者金融会社取締役、元・敷島学園麗華女子短期大学教授・学部長、現・たらちね国際大学日本文化学科教授・学科長。専門はコミュニケーション論。著書『ヤクザに学ぶリアル経営術』。
坊屋 海人
准教授・学科教務主任。通称・サブロー。専門は日本語学。
茂呂 育男
教授。通称・ソクシン。専門は古典文学。漁労部の顧問。

### 国際コミュニケーション学科
馬沢 善次郎
教授・学科長。

## 舞台設定
たらちね国際大学
千葉県権田市。最寄り駅は房州鉄道肥ヶ原駅で、東京まで電車で２時間。短期大学（家政科や幼児教育科など）から四年制大学へ移行。情報総合学部（国際コミュニケーション学科、キャリア創造学科、日本文化学科）と短大から改組した健康福祉学部の２学部から成る。短大時代からある西キャンパスに健康福祉学部と情報総合学部日本文化学科、新設の東キャンパスに情報総合学部（日本文化学科を除く）が所在する。
敷島学園麗華女子短期大学
大阪府東大阪市上四条町。生駒山の麓にある。通称・レータン。敷島総合美容商社が経営。
房総工業大学
通称・ボーコー大。たらちね国際大学から車で7 - 8分の所に所在。ミステリ研究会とプロレス同好会がある。

## シリーズ
全て文藝春秋より刊行されている。
『モーダルな事象 桑潟幸一助教授のスタイリッシュな生活』
- 単行本：2005年7月、ISBN 978-4163239705
- 文庫本：2008年8月、ISBN 978-4167580025

『桑潟幸一准教授准教授のスタイリッシュな生活』
- 単行本：2011年5月、ISBN 978-4163804606
- 文庫本：2013年11月、ISBN 978-4167580032

『黄色い水着の謎 桑潟幸一准教授のスタイリッシュな生活2』
- 単行本：2012年9月、ISBN 978-4163815107
- 文庫本：2015年4月、ISBN 978-4167903381

『ゆるキャラの恐怖 桑潟幸一准教授のスタイリッシュな生活3』
- 単行本：2019年3月、ISBN 978-4163909967

## テレビドラマ
『妄想捜査〜桑潟幸一准教授のスタイリッシュな生活』（もうそうそうさ くわがたこういちじゅんきょうじゅのスタイリッシュなせいかつ）のタイトルで、2012年1月22日から3月18日までテレビ朝日系列の『日曜ナイトプレミア』枠にて放送された。『日曜ナイトプレミア』枠の最終作品で、奥泉光の作品では初の映像化となる。キャッチコピーは「誕生。妄想系ヒーロー。」
ストーリーやキャラクターの設定は、原作とは異なるオリジナル部分も多い。

### キャスト

#### 主要人物
桑潟 幸一 (31)
演 - 佐藤隆太（小学生時代：渡邊蓮央）
たらちね国際女子大学文学部准教授。通称・クワコー。前の大学でリストラ寸前だったところを鯨谷に拾われ、たらちね国際女子大学に赴任する。存在感がなかった自分を生まれ変わらせ、スタイリッシュになろうとするが事あるごとに妄想の世界に入り込んでしまう。都与たちから懇願され、ミステリー研究会の顧問に就任。
神野 仁美 (20)
演 - 桜庭ななみ
文学部2年生。通称・ジンジン。ミステリー研究会所属。ある事情から大学構内に建てた段ボールハウスで生活している。
木村 都与 (24)
演 - 倉科カナ
ミステリー研究会部長。桑潟を名探偵だと信じている。たらちね国際女子大学の学生ではなく、ミステリーが好きなカオリのために勤めていたスナックを辞めて学生として大学に出入りしていた。お金を貯めて、正式にたらちね国際女子大学に入学し、カオリの夢であるミステリー研究会を大きくしたいと思っている。
鯨谷 艶子 (57)
演 - 倍賞美津子
文学部学部長。桑潟をたらちね国際女子大学に呼び寄せ、そのことを恩に着せては面倒なことを押し付ける。家庭よりも仕事を選んで離婚した過去があり、20年以上会っていなかった31歳の息子がいる。桑潟の母親とは学生時代の親友。
耳島 アキラ (45)
演 - 升毅
謎の清掃員。桑潟にスタイリッシュな男になるためのアドバイスをする。元グリーンベレー。

#### たらちね国際女子大学
ミステリー研究会
早田 梨花 (18)
演 - 竹富聖花
自称・魔法の国から修行に来た魔法使い。
山本 瑞穂 (19)
演 - 河北麻友子
ニューヨークから帰ったばかりの帰国子女で、日本語は苦手である。
押川 千恵 (20)
演 - 藤村聖子
通称・オッシー。自称・伊賀の里からやって来たくノ一で、実家は忍者屋敷。くノ一は目立ってはいけないため、普段はおとなしくしているが、本当はスポットライトを浴びながらポールダンスをするのが夢で、夜な夜な大学構内の倉庫裏でポールダンスに興じている。
ラクロス部
森永 智子
演 - 杉本有美
ラクロス部部長。昔、パンクバンドをやっていた。
別野 智子
演 - 西田奈津美
ラクロス部員。園村の娘。

#### その他
沼袋 千太郎 (20)
演 - 渡部秀
房総工業大学（通称・ボーコー大）の学生。都与からはペット扱いされているが、喜んでいる。かつてはカオリと交際していた。

#### ゲスト
- 第1話
  - 牛腰（たらちね国際女子大学教授） - 春海四方
  - 丸山（たらちね国際女子大学文学部准教授・ラクロス部顧問） - 鈴木一真
  - 園村（たらちね国際女子大学事務課課長） - でんでん
  - 相沢 健二（小学生時代、桑潟と同じ日に同じクラスに転校してきた生徒） - 谷端奏人（第3 - 5・最終話）
  - トモコ（ラクロス部員） - 中浜奈美子
  - 耳島の彼女たち - Elizabeth、ADEYTO
- 第2話
  - 橘 真紀 - 野波麻帆
  - 水谷（たらちね国際女子大学イタリア文学教授） - 梅沢昌代
  - 下村 雪乃（たらちね国際女子大学食堂従業員） - 石井トミコ
  - 齋藤（たらちね国際女子大学教授） - 橋本さとし
  - たらちね国際女子大学の警備員 - 青木峻
  - 荒木（英文クラスの学生） - 國枝みか
  - 宇野（英文クラスの学生） - 遠藤奈美
  - ボーコー大の学生 - 北堀司
  - ラクロス部員 - 蓮菜貴子
  - たらちね国際女子大学の学生 - 上杉愛
  - ギャル雀荘の店員 - 野地真未、藤原ともみ
- 第3話
  - 垂乳根 権蔵（本家・たらちねの名士） - 麿赤兒
  - 垂乳根 スケキヨ（権蔵の息子） - 三浦透子
  - 垂乳根 雪絵（分家・権蔵の従姉妹） - 松永玲子
  - 垂乳根 虎之介（雪絵の息子） - 加治将樹
  - モヒンダ（権蔵の秘書兼料理長） - 佐藤誓
  - ガダルカナル・タカ（たらちね遺跡リポーター） - ガダルカナル・タカ（本人役）
  - ディレクター - 唐橋充
  - AD - 及川拓郎
- 第4話
  - 佐藤 文子（元フィギュア選手・ラーメン「トリプルアクセル」店主） - いしのようこ
  - 藤尾（肥ヶ原商店街会長） - 堀部圭亮
  - 鈴木 智樹（文子のペアフィギュアパートナー） - 新井亮
  - 根本 黒男（土地開発業者） - 村杉蝉之介
- 第5話
  - 住吉 真由（ミスたらちね） - 谷澤恵里香
  - 桜木 早苗（主婦） - 山下容莉枝
  - 桜木 正和（たらちね警察署生活安全課警部） - ベンガル
  - 笹山 秀幸（生活安全課巡査部長） - 野田美弘
  - 黒川 清春（生活安全課巡査部長） - 土井よしお
  - 能美 哲夫（生活安全課巡査） - 福島祐次
- 第6話
  - 敷島 悟（たらちね国際女子大学心理学部教授） - 吉田鋼太郎
  - 山内 康夫（たらちね国際女子大学心理学部助手） - 高橋一生
  - 木村 カオリ（都与の妹） - 相川結
  - 桑潟の母親 - 黒田福美
- 第7話
  - 飛田 益恵（料亭たらちね女将） - りりィ
  - 飛田 晶子（飛田家の長女） - 大家由祐子（少女期：勢田澪夏）
  - 飛田 紀美子（飛田家の次女） - 春木みさよ（少女期：木村真那月）
  - 飛田 玲子（飛田家の三女） - 白石美帆（幼少期：栗本有規）
  - 広田（レンタルビデオ店員） - 吉谷彩子
  - 料亭たらちね板前 - 高野漁
- 最終話
  - 雨宮 千佳（桑潟の幼なじみ） - 原沙知絵（少女期：松浦愛弓）
  - 植松 守（たらちね国際女子大学文学部準教授） - 梶原善
  - 大前田（たらちね国際女子大学文学部教授） - 宮川浩明
  - 高木（たらちね国際女子大学文学部準教授） - ひぐち君

### スタッフ
- 原作 - 奥泉光 『桑潟幸一准教授のスタイリッシュな生活』（文藝春秋刊）
- 脚本 - 森ハヤシ、山岡真介、及川拓郎
- 音楽 - 市川淳
- 監督 - 小泉徳宏、及川拓郎、七高剛、石井裕也
- 劇中ダンス - スタジオおけいこクラブ
- サウンドデザイン - 石井和之
- ナレーター - 市川寛子（テレビ朝日アナウンサー、第4 - 最終話）
  - オープニングと番組宣伝CMで担当。第3話まではナレーターを付けていなかった。
- 主題歌 - チャットモンチー 「満月に吠えろ」（キューンレコード）
- 技斗 - 所博昭
- 技術協力 - 映広、オフィスドゥイング、バスク
- ゼネラルプロデューサー - 横地郁英（テレビ朝日）
- プロデューサー - 関拓也（テレビ朝日）、目黒正之・和佐野健一（東映）
- 制作 - テレビ朝日、東映

### サブタイトル
| 話数                                       | 放送日        | サブタイトル（放送時）                  | 脚本     | 演出     | 視聴率 |
| ------------------------------------------ | ------------- | --------------------------------------- | -------- | -------- | ------ |
| 第1妄想                                    | 2012年1月22日 | 死を呼ぶ雪の密室!!                      | 森ハヤシ | 小泉徳宏 | 5.7%   |
| 第2妄想                                    | 2012年1月29日 | 謎の怪盗チャックマン!!                  | 山岡真介 | 及川拓郎 | 5.7%   |
| 第3妄想                                    | 2012年2月05日 | 謎のミステリーサークル!!                | 及川拓郎 | 及川拓郎 | 3.9%   |
| 第4妄想                                    | 2012年2月12日 | 女子フィギュア殺意の4回転ジャンプ!!     | 森ハヤシ | 七高剛   | 4.9%   |
| 第5妄想                                    | 2012年2月19日 | ミスコン女王×団地妻（秘）毒殺トリック!! | 森ハヤシ | 七高剛   | 6.3%   |
| 第6妄想                                    | 2012年2月26日 | 密室監禁生き残るのは誰だ!?              | 及川拓郎 | 及川拓郎 | 4.9%   |
| 第7妄想                                    | 2012年3月4日  | 美人三姉妹（秘）時間逆流トリック!!      | 山岡真介 | 石井裕也 | 6.0%   |
| 第8妄想                                    | 2012年3月18日 | 美女がバケモノに!? （秘）変身トリック!! | 森ハヤシ | 石井裕也 | 6.2%   |
| （視聴率は関東地区・ビデオリサーチ社調べ） |               |                                         |          |          |        |

- 3月11日は『報道ステーションスペシャル「愛おしきあなたへ」』の放送による特別編成のため休止。